# Al-Kāsānī
ʿAlā' ad-Dīn Abū Bakr ibn Masʿūd al-Kāsānī (arabisch علاء الدين ابو بكر بن مسعود الكاساني, DMG ʿAlāʾ ad-Dīn Abū Bakr ibn Masʿūd al-Kāsānī‎; † 3. August 1191), mit dem Beinamen Malik al-ʿulamāʾ („König der Gelehrten“), war ein Rechtsgelehrter der hanafitischen Lehrrichtung. Sein Hauptwerk mit dem Titel Badāʾiʿ aṣ-ṣanāʾiʿ stellt eines der wichtigsten islamischen Rechtshandbücher dar.

## Leben
Al-Kāsānī stammte aus dem Ort Kāsān im Ferghanatal und war Schüler des hanafitischen Rechtsgelehrten ʿAlāʾ ad-Dīn Muhammad ibn Ahmad as-Samarqandī (gest. 1144), der ihm seine Tochter Fātima, die selbst im Fiqh ausgebildet war, zur Frau gab. Als Brautgabe soll er ihr einen eigenen Kommentar zu dem Rechtskompendium Tuḥfat al-fuqahāʾ ihres Vaters überreicht haben.
Zu unbekanntem Zeitpunkt wanderte er nach Kleinasien aus, wo er am Hof der Rum-Seldschuken in Konya tätig wurde. Hier leistete er sich mit einem anderen Rechtsgelehrten eine Auseinandersetzung, bei der er so heftig auftrat, dass ihn der Herrscher Mas'ud I. unmöglich am Hof halten konnte. Thema der Auseinandersetzung war eine Frage, die mit der erkenntnistheoretische Beurteilung des Idschtihād zusammenhing: Wenn zwei Mudschtahids bei ihrem Idschtihād zu unterschiedlichen Ergebnissen gelangen, haben dann beide Recht oder nur einer? Während al-Kāsānīs Kontrahent ersteres annahm und sich dabei auf Abū Hanīfa berief, weil dieser gesagt habe: „Jeder Mudschtahid hat recht“ (kull muǧtahid muṣīb), stritt al-Kāsānī selbst dies ab und meinte, dass von Abū Hanīfa richtigerweise nur die gegenteilige Auffassung überliefert sei, dass nämlich immer lediglich ein Mudschtahid im Recht sei. Seinem Gegner warf al-Kāsānī vor, muʿtazilitische Lehren zu vertreten. Als al-Kāsānī schließlich mit einem Türklopfer auf seinen Gegner losging, schritt der Herrscher ein und beendete die Diskussion.
Da sich al-Kāsānī durch sein Verhalten am Hof unmöglich gemacht hatte, schickte ihn der Herrscher auf Rat seines Wesirs als Gesandten zu dem Zengiden Nur ad-Din nach Aleppo. Hier wurde er als Nachfolger von Radī ad-Dīn as-Sarachsī (gest. 1149) zum Professor für hanafitisches Recht an der Madrasa Hallāwīya ernannt. Über sein restliches Leben ist nicht viel bekannt. Al-Qārī berichtet, dass er seiner Frau Fātima inniglich verbunden war und nach ihrem Tod ihr Grab am Abraham-Heiligtum in der Zitadelle von Aleppo jeden Donnerstagabend besuchte. Nach seinem Tod im Jahre 1191 wurde er selbst neben ihr begraben.
Wie al-Qārī erwähnt, wurde das Grab des Paares von den Bewohnern Aleppos gerne aufgesucht und war als „das Grab der Frau und ihres Ehemannes“ (Qabr al-Marʾa wa-z-zauǧi-hā) bekannt. Kāsānīs Frau war für die Besucher des Grabes also offenbar noch wichtiger als er. Qārī berichtet, dass man über ihr Grab erzählte, dass das Bittgebet bei ihm erhört werde.

## Werke
Al-Kāsānīs Hauptwerk ist sein Handbuch „Unerhörte Kunstfertigkeiten in der Anordnung der religionsgesetzlichen Bestimmungen“ (Badāʾiʿ aṣ-ṣanāʾiʿ fī tartīb aš-šarāʾiʿ), das in der modernen Druckausgabe sieben Bände einnimmt. Es soll mit dem Kommentar identisch sein, den al-Kāsānī zu dem Handbuch seines Lehrers as-Samarqandī schrieb, allerdings hat es nicht den Charakter eines Kommentars, sondern vielmehr den einer streng systematischen Darstellung der verschiedenen Rechtsbereiche. Al-Kāsānī beginnt jedes Kapitel mit einem Aufriss, in dem er erklärt, welche Themen er darin abzuhandeln gedenkt. Trotz seiner methodischen Klarheit und Gelehrtheit hatte das Werk allerdings keinen großen Einfluss auf die spätere Entwicklung des hanafitischen Rechts. Im Gegensatz zu der Hidāya seines Zeitgenossen al-Marghinānī ist es nie kommentiert worden. Erst das Erscheinen der modernen Druckausgabe im frühen 20. Jahrhundert hat dem Werk größere Aufmerksamkeit beschert. Seitdem hat es eine zentrale Bedeutung im hanafitischen Lehrbetrieb.
Neben den Badāʾiʿ hat al-Kāsānī noch einen Korankommentar und ein Werk zur Dogmatik abgefasst. Der Korankommentar ist als Handschrift erhalten.